# ステファン (敬称)

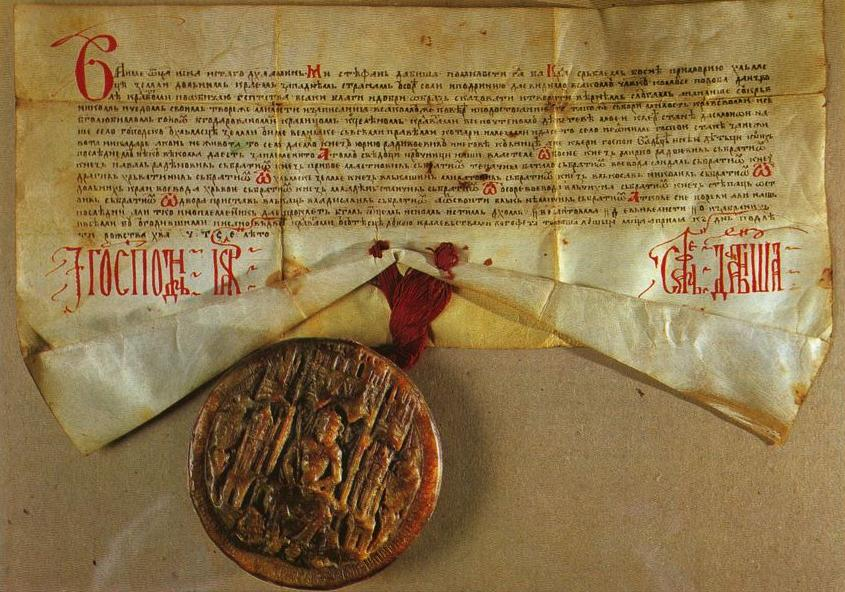
ボスニア王スティエパン・ダビシャの特許状。右下に彼の名が記されている。

ステファン、スティエパン、スティパン (セルビア・クロアチア語: Stefan / Стефан, Stjepan / Стјепан, Stipan / Стипанなど) という名は、南スラヴの君主の間で伝統的に敬称として用いられた。例として、セルビア王家のネマニッチ家やボスニア王家のコトロマニッチ家が代々使用したことが知られている。

## 類型
ステファンという名はギリシア語で「冠」を意味するステパノスあるいはステファノス (Στέφανος, tr. Stéphanos)に由来する。セルビア・クロアチア語圏では数百に上る異型（大部分は短縮形）があり、現在では姓としてのみ用いられる。初期スラヴ語には/f/の音が存在しなかったため、現在のボスニア・ヘルツェゴビナやクロアチアではスティエパン(Stjepan, Стјепан)やスティパン(Stipan, Стипан)、モンテネグロではシュチェパン(Šćepan, Шћепан)、セルビアではステヴァン(Stevan, Стеван)やステパン(Stepan, Степан)と変化した。ただしセルビア正教会では、祈祷書でセルビア王（特に列聖された人物）に言及する際に本来の発音を重視し (なお接尾辞 -osをつけることはない)、ステファン(Стєфань) と筆記している。スイスのスラヴ学者ロベルト・ゼットは、「ステファン」は社会階層を示すための名で、尊号というよりは敬称に近いとしている。なお例外として、セルビア王ステファン・ウロシュ1世 (在位: 1243年–1276年)は息子に洗礼名としてステファンと名付けている。またステファン・ウロシュ4世ドゥシャン (在位: 1331年–1355年)は普段署名する際にはステファンと名乗ったが、祈祷書では謙遜を込めてステパンと書いている。一部のセルビア王は、貨幣を発行する際に表に聖ステパノスを描いて「ステファン」と書き、裏に自身を描いて「ステパン」と書いている。

## 歴史

### 初期南スラヴ諸国
中世南スラヴの君主たちは、ステファンという名を極めて好んだ。南スラヴ人にキリスト教が浸透していくにつれて君主名にもキリスト教徒的な名前が現れてくる。セルビアの君主ムティミル (在位 850年–891年)の次の世代から、ステファン（ステファノに由来）やペタル（ペトロに由来）という名前が登場する。トルピミロヴィチ家のクロアチア王の中には、スティエパン・ドルジスラヴ (在位: 969年–997年)、スティエパン1世 (在位: 1030年–1058年)、スティエパン2世 (在位: 1089年–1091年)といった名の王がみられる。スティエパン・ドルジスラヴのように、もともとスラヴ人の名を持っていた者が即位時にクリスチャン名として「ステファン」を加える例も多くみられる。そのような例は、セルビアの君主ではステファン・ヴォイスラヴ (在位: 1018年–1043年)や、ミロスラヴ、ストラツィミル、ネマニャの三兄弟などがいる。ボスニアのバンでは、スティエパン・ヴォイスラヴルイェヴィチ (fl. 1084年-1095年)、スティエパン・クリニッチ (在位: 1204年–1232年)、コトロマニッチ家のスティエパン1世 (在位: 1287年–1299年)、スティエパン2世 (在位: 1322年–1353年)がいる。

### セルビア王・ネマニッチ家
セルビア王を自称し始めたステファン・ネマニャ (在位: 1166年–1196年)や公式に戴冠した息子のステファン・ネマニッチ (在位: 1196年–1228年)以降、ネマニッチ朝のセルビア王は、スラヴ名の前に即位時に「ステファン」を加えて名乗るのが慣例となった。このように中世セルビアで普遍的に「ステファン」の名が用いられたのは、東ローマ文化の影響、あるいは聖ステファノのセルビアの守護聖人としての、または東ローマ帝国の象徴としての地位によるところが大きい。中世セルビアではステファノ崇敬は極めて重要で、初期のネマニッチ朝の王たちは自身の紋章や硬貨にステファノの図像をあしらっていた。ドゥシャン・J・ポポヴィチやJohn Van Antwerp Fine, Jr.ら歴史家は、セルビアの君主にとって「ステファン」は単なる名前にとどまらず、「称号の一部に近い」ものとみなされていた、と主張している。シマ・チルコヴィチは、「ステファン」がセルビア国家にとって特別で象徴的な意味を有していたと述べている。
セルビア帝国崩壊後の後継諸国では、ラザル・フレベリャノヴィチ (セルビアの公、在位: 1373年–1389年)やその婿ヴク・ブランコヴィチ (在位: 1378年–1389年)が在位中に「ステファン」と名乗っているが、いずれもセルビア王を名乗ることはなかった。

### ボスニア王・コトロマニッチ家

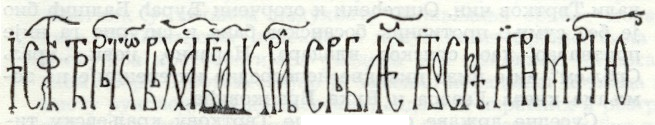
ボスニア王スティエパン・トヴルトコ1世の署名

1371年、ステファン・ウロシュ5世 (在位: 1355年–1371年)の死によりネマニッチ朝は断絶し、セルビア帝国は崩壊していった。ボスニアでは、ステファン・ドラグティン（セルビア王、在位: 1276年-1316年）の女系の曽孫にあたるコトロマニッチ家のバンのトヴルトコ1世 (在位: 1353年–1391年)がセルビア王位継承権を持つと主張し、1377年にセルビア・ボスニア王として戴冠した。この時トヴルトコ1世はセルビア王家にならい、スティエパン・トヴルトコ1世と名乗った。時には自身の本来の名を省くことすらあった。彼の時点ですでにコトロマニッチ家のセルビア王位継承権は名目的なものとなっていたが、彼の後継者たちは代々即位にあたり名前の最初に「スティエパン」を加える伝統ができた。
最後のボスニア王スティエパン・トマシェヴィチ (在位: 1461年–1463年)は洗礼名も同じ名であったため、即位後はステファン・シュティパン(Stefan Štipan, Стефан Штипан)やシュテファン・スティパン (Štefan Stipan, Штефан Стипан)などと自称することもあった。 